# بيلي ويث
بيلي ويث (بالإنجليزية: Billy Waith)‏ مواليد 30 أغسطس 1950 في كارديف، هو ملاكم محترف بريطاني سابق صنّف ضمن فئة وزن الوسط.

## إحصائيات
خاض خلال مسيرته 94 نزالا، فاز في 47 وتعادل في 5 وخسر في 42. فاز بالضربة القاضية في 12 نزالا.

## روابط خارجية
- بيلي ويث على موقع بوكس ريك (الإنجليزية) (registration required)